# František Němec (fotbalista)
František Němec (* 19. červenec 1992 Písek) je český profesionální fotbalista, útočník, momentálně působící v FK Baník Most.

## Kariéra
S fotbalem začínal tento talentovaný obránce v rodném FC Písek, odkud ještě jako dorostenec přestoupil v roce 2008 do SK Dynamo České Budějovice. V týmu Dynama předváděl skvělé výkony a i díky tomu se dostal v zimě 2011 do seniorské kategorie. Nejdříve si zahrál za rezervu a poté si odbyl i debut v A-mužstvu. V zimním přestupovém období sezony 2012/2013 ale odchází hostovat do FK Baník Most.